# Carl-Philipp Heisenberg
Carl-Philipp Heisenberg (* 1968 in  München) ist ein deutscher Entwicklungsbiologe (Embryologie, Zellbiologie).

## Leben
Heisenberg ist ein Enkel von Werner Heisenberg. Der Neurobiologe Martin Heisenberg ist sein Onkel. Er studierte Biologie in München (Diplom 1992), Cambridge (Master-Abschluss 1995) und  Tübingen (Promotion 1997, bei Christiane Nüsslein-Volhard) und war als Post-Doktorand am University College London. Ab 2001 war er am Max-Planck-Institut für molekulare Zellbiologie und Genetik in Dresden als Forschungsgruppenleiter und Emmy-Noether-Juniorprofessor.
Er ist seit 2010 Professor und Gruppenleiter am Institute of Science and Technology Austria (ISTA).
Er erforscht die Regulierung in den Anfängen der Embryonalentwicklung (Blastulation, Gastrulation) von Zebrafischen als Modelltieren. Unter anderem konnte er den Mechanismus der Epibolie in der Blastulation aufklären. Die sich teilenden Embryonalzellen wachsen entlang einem Ring über die Dotterzelle (Doming), dieser besteht aus  Actomyosin-Netz und zieht sich mit seiner Eigenspannung in Kugelgestalt zusammen und wird vorher durch eine senkrecht zur Ringspannung wirkende Kontraktionsspannung in der Ausbreitung vorangetrieben. Sie konnten auch physikalische Mechanismen in den Zellen aufklären, die bei der Anordnung in Zellverbänden (späteren Organen) eine Rolle spielen (Adhäsion zwischen gleichartigen Zellen). Die Rolle von Cadherinen dabei war schon länger bekannt. Heisenberg und seine Gruppe fand auch, dass ein Stützgerüst (Kortex) aus Actomyosin an der Zelloberfläche eine wichtige Rolle spielt. Sinkt dessen Spannung (was von den Zellen aktiv gesteuert wird), ist die Kontaktfläche und damit die Haftung größer. Das spielt auch zum Beispiel bei der Metastasenbildung bei Krebs eine Rolle.
Er fand auch eine Rolle mechanischer Kräfte wie Reibung bei der Bildung der Neuralplatte und untersucht das Zusammenwirken von Genregulationsnetzwerken und physikalischen Einflüssen bei der Embryonalentwicklung und speziell der Gastrulation.
2015 wurde er Mitglied der Leopoldina. 2016 wurde er Mitglied der European Molecular Biology Organisation (EMBO) und 2017 erhielt er einen ERC Advanced Grant und den Wissenschaftspreis des Landes Niederösterreich. Für 2019 wurde Heisenberg die Carus-Medaille der Leopoldina zugesprochen.

## Schriften (Auswahl)
Außer den in den Fußnoten zitierten Arbeiten:
- mit M. Smutny u. a.: Friction forces position the neural anlage, Nature Cell Biology, Band 9, 2017, S. 306–317.
- mit V. Ruprecht  u. a.: Cortical contractility triggers a stochastic switch to fast amoeboid cell motility, Cell, Band 160, 2015, S. 673–685.

## Auszeichnungen
- Carus-Medaille (2019)[5]